# Maison de La Psalette
La maison de La Psalette est situé à Tours dans le Vieux-Tours, au 2 rue Julien-Leroy. Le monument et son portail fait l’objet d’un classement au titre des monuments historiques depuis 1946 .